# Georg Ericson
Georg "Aby" Ericson (Norrköping, 18 december 1919 – Örebro, 4 januari 2002) was een Zweeds voetballer die zijn gehele carrière uitkwam voor IFK Norrköping. Ericson speelde als middenvelder. Na zijn actieve loopbaan stapte hij het trainersvak in. Hij was trainer-coach van IFK Norrköping (1958–1966) en bondscoach van het Zweeds voetbalelftal (1971–1979). Met de nationale ploeg nam hij deel aan de WK-einronde van 1974 en 1978. Ericson overleed in 2002 op 82-jarige leeftijd.